# Ояниеми, Яакко
Яакко Матиас Ояниеми (фин. Jaakko Matias Ojaniemi; род. 28 августа 1980, Перясейняйоки, Южная Остроботния) — финский легкоатлет, специалист по многоборьям. Выступал за сборную Финляндии по лёгкой атлетике в конце 1990-х — середине 2000-х годов, призёр юниорских мировых и европейских первенств, серебряный призёр Кубка Европы, трёхкратный победитель национального чемпионата в десятиборье, участник летних Олимпийских игр в Афинах.

## Биография
Яакко Ояниеми родился 28 августа 1980 года в общине Перясейняйоки провинции Западная Финляндия.
Впервые заявил о себе в лёгкой атлетике на международной арене в сезоне 1998 года, когда вошёл в состав финской национальной сборной и побывал на юниорском мировом первенстве в Анси, откуда привёз награду бронзового достоинства, выигранную в десятиборье.
В 1999 году на юниорском европейском первенстве в Риге стал серебряным призёром в десятиборье, уступив только своему соотечественнику Аки Хейккинену.
В 2001 году выиграл серебряную медаль в десятиборье на молодёжном европейском первенстве в Амстердаме — на сей раз его обошёл немец Андре Никлаус.
В 2002 году показал пятый результат на крупном международном турнире Hypo-Meeting в Австрии и на чемпионате Европы в Мюнхене. На Кубке Европы по легкоатлетическим многоборьям в Быдгоще стал серебряным призёром в личном и командном зачётах.
В 2004 году одержал победу на чемпионате Финляндии и благодаря череде удачных выступлений удостоился права защищать честь страны на летних Олимпийских играх в Афинах — набрал в сумме всех дисциплин десятиборья 8006 очков, расположившись в итоговом протоколе соревнований на 16-й строке.
После афинской Олимпиады Ояниеми остался в составе легкоатлетической команды Финляндии и продолжил принимать участие в крупнейших международных стартах. Так, в 2005 году он стал девятым на домашнем чемпионате мира в Хельсинки, занял 11-е место на международном турнире Décastar во Франции.
В 2006 году стартовал в десятиборье на чемпионате Европы в Гётеборге, но был дисквалифицирован на этапе бега на 400 метров и без результата досрочно завершил выступление по окончании первого соревновательного дня.
В 2007 и 2008 годах вновь становился чемпионом Финляндии в десятиборье.
По завершении спортивной карьеры работал фитнес-тренером, отвечал за физическую подготовку известного финского автогонщика Валттери Боттаса.